# Anna Andreussi
Anna Andreussi (Artegna, 17 aprile 1972) è una copilota di rally italiana.
Insieme al pilota Paolo Andreucci forma la coppia comunemente conosciuta come Ucci-Ussi; termine formato dall'unione delle parti finali dei due cognomi.

## Biografia
Nata ad Artegna, in Friuli-Venezia Giulia, in giovane età pratica lo sci a livello agonistico. Dopo essersi ritirata, passa all'automobilismo, prima con brevi esperienze come pilota in pista e poi come copilota nei rally. Nelle sue prime gare affianca la pilota friulana Anita Fasiolo, debuttando nel 1994 al Rally di Majano su una Fiat Uno Turbo. Nell'ottobre dello stesso anno naviga Luca Vicario al Rally Città di Bassano su una Lancia Delta Integrale conquistando, al debutto, la sua prima vittoria assoluta. Affianca poi vari piloti nei Trofei monomarca Fiat Cinquecento e Seicento.
Nel 2001 diventa la copilota di Paolo Andreucci, divenuto poi suo compagno anche nella vita. Insieme formano una delle coppie più famose, longeve e vincenti del panorama rallystico italiano, avendo vinto dieci titoli nel Campionato Italiano Rally.

## Risultati

### Risultati Intercontinental Rally Challenge
| Anno | Scuderia         | Auto                           | 1   | 2       | 3   | 4     | 5     | 6   | 7     | 8      | 9   | 10    | 11  | 12    | 13  | Pos. | Punti |
| ---- | ---------------- | ------------------------------ | --- | ------- | --- | ----- | ----- | --- | ----- | ------ | --- | ----- | --- | ----- | --- | ---- | ----- |
| 2006 | Paolo Andreucci  | Abarth Grande Punto S2000      | RSA | BEL     | POR | ITA 1 |       |     |       |        |     |       |     |       |     | 2º   | 10    |
| 2007 | Ralliart Italia  | Mitsubishi Lancer Evolution IX | KEN | TUR     | BEL | RUS   | POR   | CZE | ITA 5 | SWI    | CHI |       |     |       |     | 25º  | 4     |
| 2008 | Ralliart Italia  | Mitsubishi Lancer Evolution IX | TUR | POR Rit | BEL | RUS   | POR   | CZE | ESP   | ITA 10 | SWI | CHI   |     |       |     | NC   | 0     |
| 2009 | Racing Lions SRL | Peugeot 207 S2000              | MON | BRA     | KEN | POR   | BEL   | RUS | POR   | CZE    | ESP | ITA 5 | SCO |       |     | 24º  | 4     |
| 2010 | F.P.F. Sport     | Peugeot 207 S2000              | MON | BRA     | ARG | CAN   | ITA 2 | BEL | AZO   | MAD    | CZE | ITA 1 | SCO | CYP   |     | 8º   | 18    |
| 2012 | F.P.F. Sport     | Peugeot 207 S2000              | AZO | CAN     | IRL | COR   | ITA 5 | YPR | SMR   | ROM    | ZLI | YAL   | SLI | ITA 5 | CYP | 17º  | 20    |

### Risultati nel mondiale rally

#### WRC
| 1998 | Scuderia | Vettura                |  |  |  |  |  |  |  |  |  |  |    |  |  |  |  |  | Punti | Pos. |
| ---- | -------- | ---------------------- |  |  |  |  |  |  |  |  |  |  | -- |  |  |  |  |  | ----- | ---- |
| 1998 |          | Fiat Seicento Sporting |  |  |  |  |  |  |  |  |  |  | 42 |  |  |  |  |  | 0     |      |

| 2004 | Scuderia | Vettura          |  |  |  |  |  |  |  |  |  |  |  |  |    |  |  |  | Punti | Pos. |
| ---- | -------- | ---------------- |  |  |  |  |  |  |  |  |  |  |  |  | -- |  |  |  | ----- | ---- |
| 2004 |          | Fiat Punto S1600 |  |  |  |  |  |  |  |  |  |  |  |  | 10 |  |  |  | 0     |      |

| 2015 | Scuderia         | Vettura            |  |  |  |  |  |   |  |  |  |  |  |  |  |  |  |  | Punti | Pos. |
| ---- | ---------------- | ------------------ |  |  |  |  |  | - |  |  |  |  |  |  |  |  |  |  | ----- | ---- |
| 2015 | F.P.F. Sport SRL | Peugeot 208 T16 R5 |  |  |  |  |  | 8 |  |  |  |  |  |  |  |  |  |  | 4     | 22º  |

| Legenda | 1º posto | 2º posto | 3º posto | A punti | Senza punti | Ritirato | Squalificato | NP=Non partito C=Gara cancellata | Apice=Power stage |

#### WRC-2
| 2015 | Scuderia         | Vettura            |  |  |  |  |  |   |  |  |  |  |  |  |  |  |  |  | Punti | Pos. |
| ---- | ---------------- | ------------------ |  |  |  |  |  | - |  |  |  |  |  |  |  |  |  |  | ----- | ---- |
| 2015 | F.P.F. Sport SRL | Peugeot 208 T16 R5 |  |  |  |  |  | 2 |  |  |  |  |  |  |  |  |  |  | 18    | 21º  |

| Legenda | 1º posto | 2º posto | 3º posto | A punti | Senza punti | Ritirato | Squalificato | NP=Non partito C=Gara cancellata | Apice=Power stage |